# Banquier en Cour de Rome
Banquier en Cour de Rome ou banquier expéditionnaire en Cour de Rome était autrefois un banquier qui avait le privilège de faire obtenir les grâces, bulles, dispenses, etc., de la Cour de Rome. 

## Origine
Les banquiers en la Cour de Rome tiraient leur origine des Guelfes d'Italie, qui, forcés de fuir leur pays, se réfugièrent en France et surtout à Avignon, vers 1330. 
"Ils y établirent, dit le bénédictin D. de Vaines, un bureau, par le canal duquel les dispenses, les brefs et les bulles passaient aux personnes éloignées ; c'était pour eux une espèce de trafic, dont le gain était si sordide et l'usure si criante, qu'on les appelait les marchands et les changeurs du pape (mercatores et cambiatores domini papa)."

## Falsification
Les banquiers des grandes villes se chargèrent de faire venir les bulles et autres actes de la chancellerie romaine. Il se faisait, au début du XVIe siècle, un grand trafic de bulles tant régulières que falsifiées et l'on en attribuait la fabrication aux banquiers en Cour de Rome, qui tenaient office ouvert à Paris et dans quelques grandes villes de province. 
Ces intermédiaires, influents et pécoutés, par lesquels on sollicitait des brefs et des bulles, avaient été conduits à la fabrication de pièces fausses. Ces documents, qui revêtaient toutes les apparences de la sincérité, étaient de vérification difficile, un sujet de trouble, de contestations, de procès dans la Chrétienté, et prêtaient à de sanglantes critiques sur les agissements de la Chancellerie et de la Pénitencerie Romaine. On en venait à appeler ces banquiers « mercatores et scambiatores Domini Papae ». Leurs correspondants à Rome traitaient directement ce genre d'affaires, et marchandaient le coût des bulles avec la Componenda et les employés du « cardinal dataire ». Il était toujours commode et utile d'en user ; car, moyennant finances, on obtenait des solliciteurs dévoués et avisés. 
Il y eut tant de falsifications, que, sous le roi Henri II de France, l'autorité civile fut obligée d'intervenir pour réprimer les abus. L'entremise de ces expéditionnaires en Cour de Rome devint obligatoire pour la France, en vertu d'un édit royal, à la fin du XVIIe siècle.

## Officier public
Les banquiers en cour de Rome devinrent des officiers publics par l'édit de mars 1673 et la déclaration officielle de janvier 1675. Ils étaient au nombre de douze pour Paris. Les expéditions de la chancellerie romaine devaient être revêtues de leur signature pour avoir un caractère authentique devant les tribunaux.

« Il avait gagné à son trafic une fortune de plus de douze cent mille livres : « C'était le plus grand arabe du monde ; mais, quoiqu'il prit plus que les autres, beaucoup de gens allaient à lui, parce qu'il était habile et en réputation », Tallemant des Réaux sur le banquier Couturier »

.